# جزيرة الأرز اللبنانية
وهي جزيرة تشبه شجرة الأرز غير موجودة حاليا, يتم التخطيط لإنشائها من قبل شركة نور الدولية القابضة - لبنان وتشابه جزر النخيل في إمارة دبي. وقامت الشركة بتقديم الخرائط الأولية للمشروع, والذي يبلغ مساحته حوالي 3.311 كيلومتر مربع, وسيأمن حوالي 50,000 فرصة عمل, ويتوقع أن يتم تنفيذه قبالة شاطئ الدامور جنوب مطار رفيق الحريري الدولي. وإن تكلفة المتوقعة للمشروع تبلغ حوالي 7.4 مليار دولار أمريكي, و سيحوي 300 بيت بالإضافة إلى ملعب غولف و بنية تحتية مخصصة به والتي تضم مراكز تكرير المياه و محطة توليد الطاقة.
ويترأس المشروع الدكتور المهندس اللبناني محمد صالح الذي قام بتصميم أطول فندق في العالم برج الروز في دبي , بالإضافة إلى العديد من الابراج السكنية والتجارية في دبي والدوحة والشارقة .
وقال دكتور صالح أنه أخذ الفكرة عندما كان في الطائرة عام 2005 وشاهد شعار الأرزة طائرة طيران الشرق الأوسط, وعندما شاهد الشاطئ اللبناني وتخيل كيف يمكنه عمل هذه المدينة. وأضاف أيضا أن تمويل المشروع ليس مشكلة فقد قامت شركة إرنست و يونغ بالموافقة على المشروع ولكن المشكلة هي أثره على البيئة, وأن العائق الوحيد هو الحصول على رخصة البناء, والتي ينبغ الموافقة عليها أولا من قبل وزارة البيئة ثم السلطات المدنية ثم مجلس النواب اللبناني ثم رئيس الجمهورية اللبنانية.
ويتم نقاش هذا المشروع بين البنانيين بشكل مكثف, خصوصا على مواقع الإنترنت, وخاصة على موقع فيس بوك حيث أقيم العديد من المجموعات بعضها موافق والآخر معارض.

## وصلات خارجية
- صور للمشروع على موقع بولغ سبوت
- صور للمشروع على موقع جامعة الآداب والعلوم والتكنولوجيا في لبنان